# Дёбра
Дёбра или Де́брицы (нем. Döbra; в.-луж. Debricy) — деревня в Верхней Лужице, Германия. Входит в состав коммуны Ослинг района Баутцен в земле Саксония. Подчиняется административному округу Дрезден.

## География
Находится в южной части района Лужицких озёр на юго-восток от административного центра коммуны Ослинга. Через деревню проходит автомобильная дорога S 92.
Соседние населённые пункты: на северо-востоке — деревня Скасков, на востоке — деревня Традов,
На юго-востоке — деревня Смерджаца коммуны Ральбиц-Розенталь, на юго-западе — деревня Йитро и на северо-западе — деревня Леска.

## История
Впервые упоминается в 1374 году под наименованием Dobyr.
До 1969 года была центром одноимённой коммуны, с 1969 по 1994 года входила в коммуну Скаска-Дёбра. С 1994 года входит в состав современной коммуны Ослинг.
Исторические немецкие наименования.
- Dobyr, 1374
- zcur Dobre, 1432
- Dabir, 1441
- Deber, Dober, 1453
- Daber, 1479
- Döber, 1529
- Döbraw, 1566
- Döbra, 1791
- Döbra b. Kamenz, 1875

## Население
Согласно статистическому сочинению «Dodawki k statisticy a etnografiji łužickich Serbow» Арношта Муки в 1884 году в деревне проживало 162 человека (из них — 133 серболужичанина (82 %)).
Лужицкий демограф Арношт Черник в своём сочинении «Die Entwicklung der sorbischen Bevölkerung» указывает, что в 1956 году при общей численности в 271 человека серболужицкое население деревни составляло 21,4 % (из них верхнелужицким языком владело 51 взрослых и 7 несовершеннолетних).
| 1834 | 1871 | 1890 | 1910 | 1925 | 1939 | 1946 | 1950 | 1964 | 2011 |
| ---- | ---- | ---- | ---- | ---- | ---- | ---- | ---- | ---- | ---- |
| 157  | 175  | 173  | 214  | 206  | 218  | 281  | 269  | 260  | 209  |